# واجگونه
در واج‌شناسی به هریک از گونه‌های مجزای یک واج در یک زبان مشخص، واجگونه (به انگلیسی: allophone) می‌گویند. برای مثال، واج /k/ در واژه‌های فارسی کار و کینه متفاوت گفته می‌شوند. در کار از چسبیدن پشتِ زبان به نرمکام و در کینه از چسبیدن وسط زبان به سختکام تولید می‌شود. این دو گونه حرف کاف در فارسی واج‌گونه هستند؛ زیرا هرگاه جایشان را با هم عوض کنیم، معنی تغییر نمی‌کند.